# Rullstorf
Rullstorf is een gemeente in de Duitse deelstaat Nedersaksen. De gemeente maakt deel uit van de Samtgemeinde Scharnebeck in het Landkreis Lüneburg. Rullstorf telt 1.878 inwoners.
De gemeente bestaat uit de dorpen :
- Boltersen
- Kronsberg
- Rullstorf
- Plangenmoor
- Neu Rullstorf
- Neu Boltersen

Rullstorf heeft een spoorweghalte aan een kleine spoorweg tussen Bleckede en Lüneburg.
Boltersen is bekend vanwege diverse archeologische vondsten, die er gedaan zijn. Daaronder is een grafveld van de Saksen uit de vroege middeleeuwen. Oudere vondsten zijn een hunebed, van mensen uit de tijd der Trechterbekercultuur (3200-2500 v.Chr.) en daar vlakbij een  zogenaamd bochelgrafveld, ongeveer gelijk aan dat bij Bad Bevensen, uit de 1e-5e eeuw.

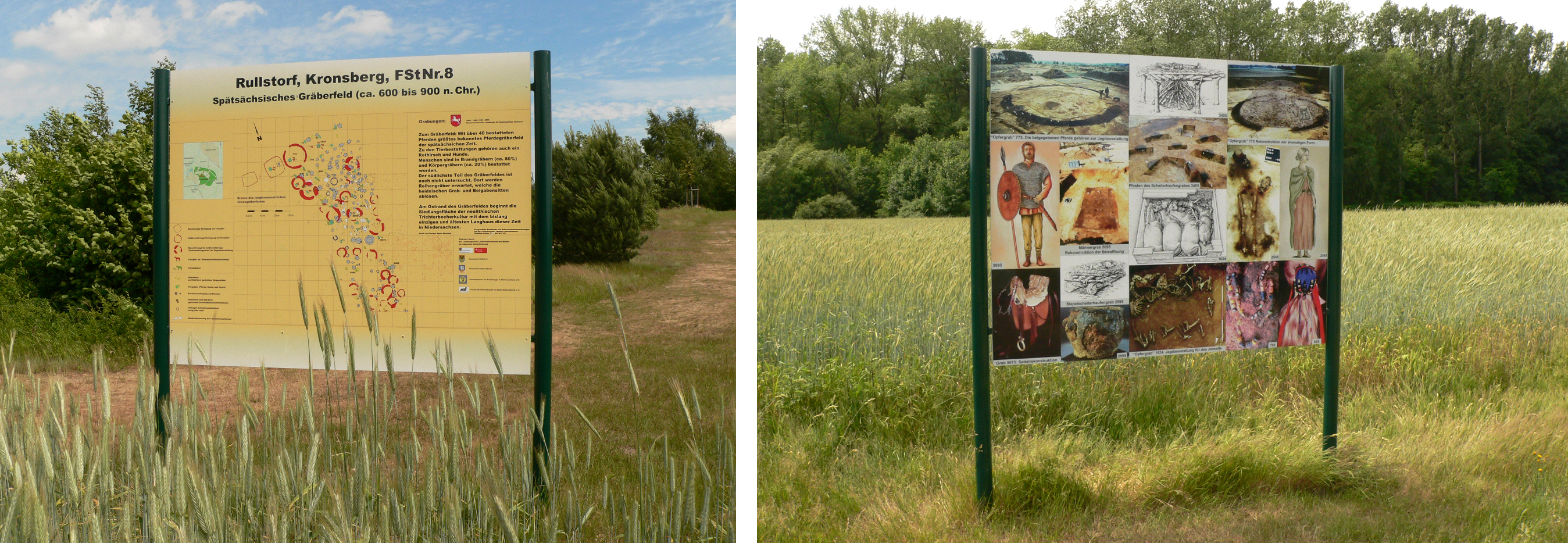
Informatiepaneel

- Bibliothèque nationale de France: cb15056854g (data)
- Gemeinsame Normdatei: 4356536-0
- Library of Congress Control Number: n96070390
- Nationale Bibliotheek van Tsjechië: ge825961
- Nationale Bibliotheek van Israël: 987007531132205171
- Système universitaire de documentation: 143776762
- Virtual International Authority File: 154936947

Adendorf · 
Amelinghausen · 
Amt Neuhaus · 
Artlenburg · 
Bardowick · 
Barendorf · 
Barnstedt · 
Barum · 
Betzendorf · 
Bleckede · 
Boitze · 
Brietlingen · 
Dahlem · 
Dahlenburg · 
Deutsch Evern · 
Echem · 
Embsen · 
Handorf · 
Hittbergen · 
Hohnstorf (Elbe) · 
Kirchgellersen · 
Lüdersburg · 
Lüneburg · 
Mechtersen · 
Melbeck · 
Nahrendorf · 
Neetze · 
Oldendorf (Luhe) · 
Radbruch · 
Rehlingen · 
Reinstorf · 
Reppenstedt · 
Rullstorf · 
Scharnebeck · 
Soderstorf · 
Südergellersen · 
Thomasburg · 
Tosterglope · 
Vastorf · 
Vögelsen · 
Wendisch Evern · 
Westergellersen · 
Wittorf